# Jaromír Málek
Jaromír Málek (* 5. Oktober 1943 in Přibyslav, Protektorat Böhmen und Mähren; † 23. Mai 2023 im Vereinigten Königreich) war ein tschechisch-britischer Ägyptologe.

## Leben
Málek studierte Ägyptologie an der Karlsuniversität in Prag, wo er 1969 promoviert wurde. Während des Prager Frühlings nutzte er eine Einladung an die University of Oxford für eine dauerhafte Übersiedelung ins Vereinigte Königreich. Ab 1968 arbeitete er als Assistent von Rosalind Moss an der Topographical Bibliography of ancient Egyptian Hieroglyphic Texts, Reliefs, and Paintings, einem der wichtigsten Nachschlagewerke der Ägyptologie, das alle bekannten Fundstücke des Alten Ägypten mit hieroglyphischen Inschriften auflisten sollte. Ab 1971 war er Herausgeber des Werks sowie Archivar des Griffith Institute der University of Oxford. 2011 ging er in den Ruhestand.
Málek war mit der walisischen Schriftstellerin Jane Jakeman verheiratet.

## Schriften
- mit John Baines: Atlas of Ancient Egypt. (1980, deutsch: Weltatlas der alten Kulturen. Ägypten. 1980)
- mit Werner Forman: In the Shadow of the Pyramids. (1986, deutsch: Die Ägypter. Im Schatten der Pyramiden. 1988)
- The Cat in Ancient Egypt. (1993)
- ABC of Egyptian Hieroglyphs. (1994)
- Egyptian Art. (1999, deutsch: Ägyptische Kunst. 2002)
- mit Diana Magee und E. Miles: Topographical Bibliography of Ancient Egyptian Hieroglyphic Texts, Statues, Reliefs and Paintings. VIII. Objects of Provenance Not Known.
  - Part 1. Royal Statues. Private Statues (Predynastic to Dynasty XVII). (1999)
  - Part 2. Private Statues (Dynasty XVIII to the Roman Period). Statues of Deities. (1999)
  - Parts 1 and 2. The Indices. (1999)
- mit J. E. Livet, Alberto Siliotti and M. Kurz: The tomb of Ty. (2002)
- Egypt. 4000 Years of Art. (2003, deutsch: Ägypten. 4000 Jahre Kunst. 2003)
- The Treasures of Tutankhamun. (2006)
- mit Elizabeth Fleming, Alison Hobby und Diana Magee: Topographical Bibliography of Ancient Egyptian Hieroglyphic Texts, Statues, Reliefs and Paintings. VIII. Objects of Provenance Not Known.
  - Part 3. Stelae: Early Dynastic Period to Dynasty XVII. (2007)
  - Part 4. Stelae: Dynasty XVIII to the Roman Period, 803-044-050 to 803-099-900. (2012)
- The Tutankhamun File. The Secrets of the Tomb and the Life of the Pharaohs. (2007)
- The Treasures of Ancient Egypt. (2010)